# Anonchotaenia globata
Espèce
Anonchotaenia globata est une espèce de cestodes de la famille des Paruterinidae. Elle a été découverte à Taïwan dans l'intestin d'un Pipit à dos olive.

## Systématique
Le nom scientifique complet (avec auteur) de ce taxon est Anonchotaenia globata (von Linstow, 1879).
L'espèce a été initialement classée dans le genre Taenia sous le protonyme Taenia globata par Otto Friedrich Bernhard von Linstow (d) en 1879.
Anonchotaenia globata a pour synonymes :
- Anoncotaenia globata (Linstow, 1879) ;
- Taenia globata von Linstow, 1879.